# 碧吉特·舒爾茲-彼得森
碧吉特·舒爾茲-彼得森（丹麥語：Birgit Schultz-Pedersen，1925年—），出生名碧吉特·羅斯加德-佛羅聶（Birgit Rostgaard-Frøhne），丹麥已退役女子羽球運動員。
碧吉特·羅斯加德-佛羅聶於1942年在丹麥U17青少年錦標賽中獲得了她的第一個冠軍。八年後，她第一次參與成年女子雙打比賽，與奧妮特·佛里斯一起贏得全國冠軍。1950年，她與約恩·斯考勞普一起打進全英羽球錦標賽混合雙打決賽，但以3:15、4:15輸給同胞波爾·霍爾姆、托妮·阿姆組合。在1953年和1954年，她再次與奧妮特·佛里斯贏得丹麥全國錦標賽女子雙打冠軍。